# Goerodes bicolor
Goerodes bicolor är en nattsländeart som först beskrevs av Banks 1937.  Goerodes bicolor ingår i släktet Goerodes och familjen kantrörsnattsländor. Inga underarter finns listade i Catalogue of Life.